# Peng Liyuan
Peng Liyuan (xinès: 彭麗媛)  (Yuncheng County, 20 de novembre de 1962) és una soprano xinesa, cantant de folk contemporània i cònjuge de Xi Jinping, actual secretari general del Partit Comunista Xinès i president de la República Popular de la Xina. Peng va guanyar popularitat com a cantant a partir de les seves aparicions habituals a la gala anual de CCTV d'Any Nou, un programa de televisió xinesa molt vist que s'emet durant l'Any Nou xinès. Va guanyar honors en concursos de cant a tot el país. Els seus treballs més famosos inclouen《父老乡亲》("Gent del nostre poble"),《珠穆朗玛》(" Zhumulangma ") i《在希望的田野上》("Al camp de l'esperança"). Peng també va cantar els temes de diverses sèries de televisió populars, com The Water Margin (1998). També va protagonitzar produccions musicals. El 1986, va rebre el premi Plum Blossom, el premi teatral més important de la Xina, pel seu paper principal a The White Haired Girl. Va ser presidenta de l'Acadèmia d'Art de l'Exèrcit Popular d'Alliberament entre el 2012 i el 2017, i vicepresidenta de la Federació Juvenil de Tota la Xina entre el 2005 i el 2010. Peng era un membre civil de l'Exèrcit Popular d'Alliberament i tenia el rang civil equivalent al de General de Divisió abans de ser nomenada degana de l'Acadèmia de l'Art, sobre la qual se li va donar el rang formal. És coneguda a la Xina pel seu sentit de la moda, atribuït al seu modista personal Ma Ke. El 2014, Peng va ser catalogada com la 57a dona més poderosa del món per Forbes.

## Biografia

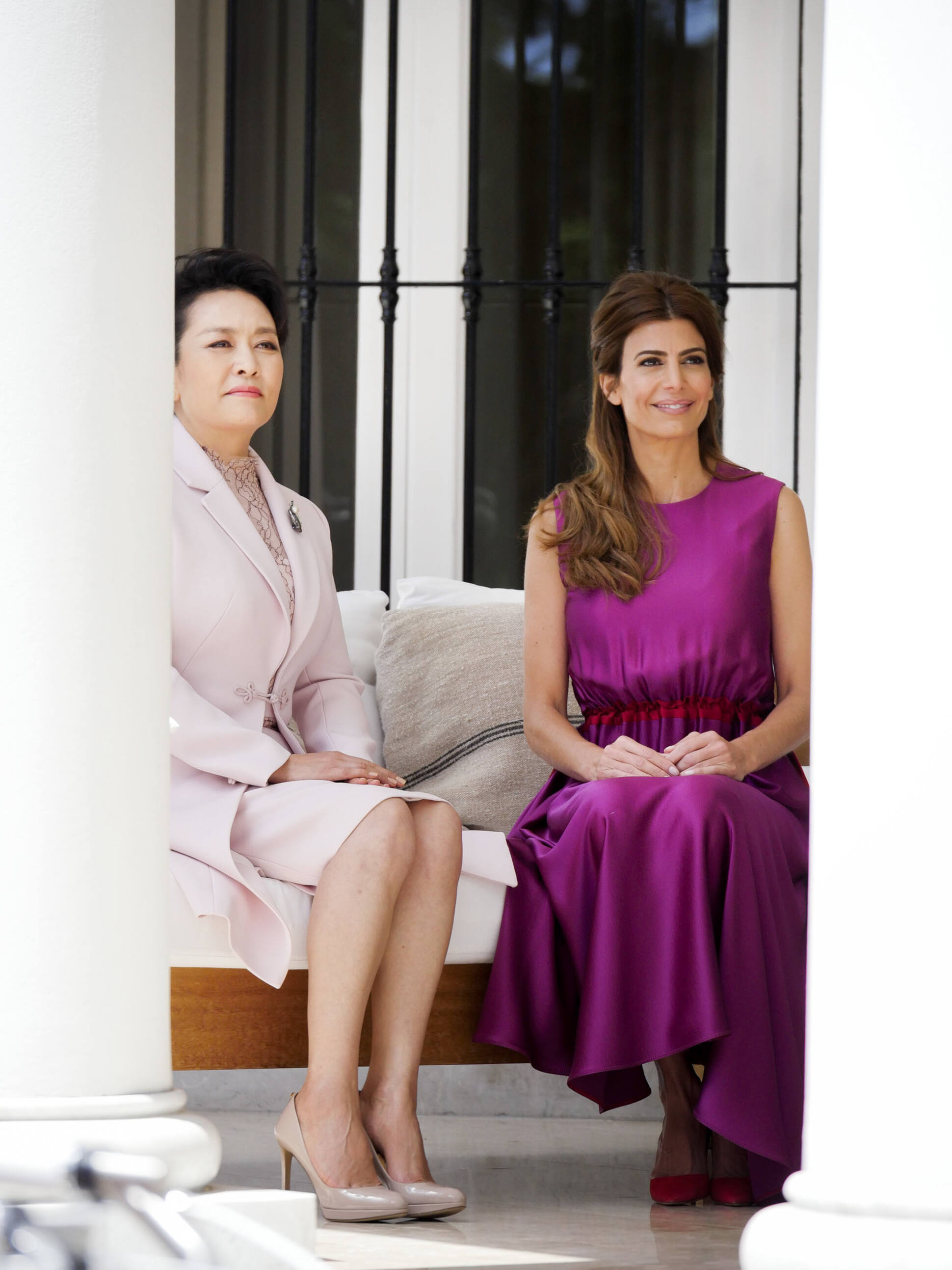
Peng Liyuan i Juliana Awada, la primera dama d'Argentina, a la Quinta de Olivos, Buenos Aires, desembre del 2018

Peng Liyuan és originària del comtat de Yuncheng, província de Shandong. És filla de Peng Longkun, un funcionari encarregat dels afers culturals que va ser qualificat de " contrarevolucionari " durant la Revolució Cultural perquè alguns dels seus familiars havien servit a l'exèrcit taiwanès. Peng Liyuan es va unir a l'Exèrcit Popular d'Alliberament el 1980, quan tenia 18 anys, com a soldat normal. A causa del seu talent vocal, Peng va actuar més tard durant les gires al front per augmentar la moral de les tropes durant els conflictes fronterers sino-vietnamita. Va actuar per primera vegada a nivell nacional i va arribar a la fama durant la primera interpretació de la Gala de Cap d'Any CCTV el 1982, quan va actuar On the Plains of Hope .
Immediatament després de les protestes de la plaça de Tiananmen el juny del 1989, Peng va cantar per a les tropes. Una foto de Peng, vestida amb un uniforme militar verd, cantant a les tropes amb casc i rifles asseguts a la plaça de Tiananmen va ser esborrada d'Internet a la Xina. La imatge era la contraportada d'un número de 1989 del People's Liberation Army Pictorial, una revista militar disponible públicament.
Durant la major part de la seva relació, Peng ha gaudit d'una reputació positiva a la Xina. Des que el seu marit es va convertir en secretari general del Partit Comunista Xinès el novembre del 2012, i president de la República Popular de la Xina el març del 2013, sovint se l'ha referida internacionalment com la primera dama de la Xina. Peng participa activament en la política i és membre de l'11è Comitè Nacional de la Conferència Consultiva Política del Poble Xinès. Ha estat ambaixadora de bona voluntat de l'OMS per a la tuberculosi i el VIH/sida des del 2011.
El 20 de novembre del 2014, la Universitat Massey de Nova Zelanda va concedir a Peng un Doctorat Honoris Causa en reconeixement de les seves contribucions internacionals a les arts escèniques, la salut i l'educació. Peng va cantar en un número de cançons i balls el 2007 que es van mostrar a la televisió xinesa acompanyada de tibetans que agraient a l'exèrcit xinès haver-los alliberat. El 6 de desembre del 2017, la Juilliard School, un conservatori privat d'arts escèniques de la ciutat de Nova York, també va concedir a Peng un Doctorat Honoris Causa al Conservatori de Música de la Xina de Pequín, en reconeixement de la seva realització com a artista destacada, i també per la seva contribució a la cultura. intercanvis entre la Xina i els Estats Units.

## Vida personal
Peng Liyuan va conèixer Xi Jinping el 1986, quan Xi treballava com a tinent d'alcalde de la ciutat portuària de l'est de Xiamen, Fujian. Xi i Peng van ser presentats per amics, com moltes parelles xineses a la dècada del 1980. Xi tenia fama d'acadèmic durant el seu festeig, preguntant sobre les tècniques de cant. La parella es va casar l'1 de setembre del 1987. Quatre dies després, Peng Liyuan va tornar a Pequín per aparèixer al Festival Nacional d'Art, i immediatament va marxar cap als Estats Units i el Canadà per actuar. Des d'aleshores, Xi i Peng han portat vides en gran part separades, amb Peng passant la major part del seu temps a Pequín i el seu marit passant el seu temps a Fujian i més tard a Zhejiang. Només tenen un fill, una filla anomenada Xi Mingze, que va néixer el 1992. Peng és una artista, una budista practicant i una enemic del tabac en un país de fumadors.

## Decoracions militars
|  |  |  |
|  |  |  |
|  |  |  |
|  |  |  |
|  |  |  |